# Zágúra
Zágúra vagy egyéb átírásokban Zagora vagy Zakura (arab: زاڭورة, berber: ⵜⴰⵣⴰⴳⵓⵔⵜ átírva Tazagurt) város Marokkó délkeleti részén, a Draa folyó völgyében. Az azonos nevű tartomány székhelye.

## Fekvése
Zagora a Draa folyó mellett, egy datolyapálma-oázisban fekszik, Varzázáttól közúton körülbelül 165 km-re délkeletre, körülbelül 724 m tszf. magasságban. Az éghajlata sivatagi jellegű; a rendkívül kevés csapadékkal (kb. 60 mm/év), amely főként a téli hónapokban esik le.

## Demográfia

### Népességváltozás
| Lakosok száma | 26 174 | 34 851 | 40 067 | 42 294 |
|               | 1994   | 2004   | 2014   | 2024   |

### Nyelvek
A városban beszélt nyelvek közé tartozik a marokkói arab és a berber tachelhit és tamazight.

## Gazdaság
A datolyapálma a környék meghatározó növénye, de kis parcellákon termesztik az árpát, babot, hagymát, káposztát és egyéb zöldségeket. A betakarítás ideje kora tavasszal, már március-áprilisban van. 
Zagora mindig is a régió piaca és kereskedelmi központja volt; amely gazdasága különféle kézműves és szolgáltató cégek kínálatával bővült. A sivatagi turizmus is nem elhanyagolható szerepet játszik a kisváros gazdasági életében.